# Вечный муж (фильм, 1990)
«Вечный муж» (по титрам — «Вѣчный мужъ») — советский телевизионный художественный фильм в двух частях по одноимённой повести Ф. М. Достоевского.
Экранизированы главы: «Вельчининов», «Лиза», «На кладбище», «Павел Павлович женится», «Высшие причины». В центре внимания — взаимоотношения в любовном треугольнике.

## В ролях
- Игорь Костолевский — Алексей Иванович Вельчанинов
- Станислав Любшин — Павел Павлович
- Ирина Цывина — Наталья Васильевна
- Лидия Федосеева-Шукшина — Захлебинина
- Дмитрий Харатьян — Митенька
- Елена Яковлева
- Мария Шукшина
- Марина Опенкина
- Александр Сластин
- Вадим Любшин
- Ростислав Янковский
- Анатолий Терпицкий
- Виктор Рыбчинский
- Валентин Головко
- Наталья Громушкина
- Наталья Данилова

## Съёмочная группа
- Сценарий и постановка: Евгений Марковский
- Оператор-постановщик: Анатолий Клеймёнов
- Художник-постановщик: Вячеслав Кубарев
- Композитор: Геннадий Белолипецкий
- Звукооператор: Сергей Синявский
- Музыка в исполнении группы Амор Фатум
- Режиссёры: Д. Булва, Н. Ключникова, Е. Белькевич
- Оператор: Д. Хайтин